# Apamea hikosana
Apamea hikosana är en fjärilsart som beskrevs av Shigero Sugi 1958. Apamea hikosana ingår i släktet Apamea och familjen nattflyn. Inga underarter finns listade i Catalogue of Life.